# Recherche
Met recherche wordt een afdeling van de politie aangeduid die als taak heeft misdrijven op te lossen. Een politieambtenaar die bij een rechercheafdeling werkt, wordt rechercheur genoemd.

## Rechercheproces
Er wordt onderscheid gemaakt tussen het reactieve en proactieve rechercheproces. Het reactieve rechercheproces heeft een reeds gepleegd misdrijf als startpunt en wordt vaak in zes fasen onderverdeeld:
1. Kennisname van een misdrijf, bijvoorbeeld door melding door getuigen of aangifte door een slachtoffer.
2. Onderzoek op plaats delict om sporen veilig te stellen.
3. Identificatie van de verdachte(n)
4. Lokalisering en eventueel aanhouden van de verdachte
5. Verhoor en bewijsvoering
6. Administratieve afhandeling

Het proactieve rechercheproces start meestal op grond van informatie dat bepaalde personen zich in georganiseerd verband met het plegen van misdrijven bezighouden of met de informatie dat bepaalde misdrijven georganiseerd worden gepleegd zonder dat daar al direct verdachten bij bekend zijn.

## Recherche in België
De recherchediensten in België zijn ondergebracht in de geïntegreerde politie, georganiseerd op twee niveaus (de lokale politie en de federale politie).
Lokaal beschikt elke politiezone (186 in totaal) over een lokale recherche. De lokale recherche houdt zich voornamelijk bezig met misdrijven op het grondgebied van de zone, zoals diefstallen, inbraak, vandalisme, intrafamiliaal geweld, zedenfeiten ... 
Op federaal niveau worden de rechercheopdrachten vervuld door de federale gerechtelijke politie (FGP). Dit is een gespecialiseerde dienst die een afdeling (gedeconcentreerde directie) heeft in elk gerechtelijk arrondissement. Om ondersteuning te bieden aan bepaalde ernstige en arrondissementsoverschrijdende criminaliteitsvormen, bestaan eveneens zes centrale directies, die elk gespecialiseerd zijn in bepaalde misdrijven. De belangrijkste hiervan zijn:
- DJP (misdrijven tegen personen: terrorisme, sektes, mensenhandel, drugs ...),
- DJC (georganiseerde criminaliteit: maffia, buitenlandse criminele organisaties ...),
- DJB (misdrijven tegen goederen: autozwendel, rondtrekkende dadergroepen ...).

Deze centrale directies voeren zelf geen onderzoeken, maar bieden steun en analyse aan de gedecentraliseerde directies.
Een uitzondering op deze regel is de directie van de economische en financiële criminaliteit (DJF). Dit is eveneens een centrale directie, gespecialiseerd in georganiseerde financiële, economische en fiscale criminaliteit (fraude, belastingontduiking, witwassen, corruptie ...), die zelf wel onderzoeken voert, alsmede steun biedt aan de gedecentraliseerde directies.
Het is aan de onderzoeksrechter (gerechtelijk onderzoek) of procureur (opsporings- of informatieonderzoek) om te beslissen wie het onderzoek voert.

## Recherche in Nederland
Rechercheafdelingen zijn bij de Nederlandse politie te vinden op verschillende niveaus, van het wijkteam tot het nationale niveau. Een bijzondere plaats neemt daarbij de rijksrecherche in, die zich uitsluitend bezighoudt met het (mogelijk) plegen van strafbare feiten door overheidsfunctionarissen. Het kan dan gaan om bijvoorbeeld corruptie, of om schietincidenten waarbij politieagenten hebben gevuurd met dodelijke afloop. De rijksrecherche moet niet verward worden met de Dienst Landelijke Recherche, die zich vooral bezighoudt met zware en georganiseerde criminaliteit en enkele specifieke soorten misdrijven zoals terrorisme en kinderporno.
Naast politierechercheurs zijn er andere beroepsgroepen die de term "rechercheur" gebruiken, bijvoorbeeld bedrijfsrechercheurs, fiscaal rechercheurs en sociaal rechercheurs. De twee laatstgenoemde beroepsgroepen zijn in dienst van de regering (belastingdienst en gemeenten) terwijl bedrijfsrechercheurs vaak in dienst zijn van particuliere bedrijven. Dergelijke bureaus, inclusief privédetectivebureaus, worden dan ook vaak aangeduid met de term recherchebureau. Dergelijke beroepsgroepen beschikken echter niet over de opsporingsbevoegdheid waarover politiebeambten beschikken. Wel hebben zulke recherchebureaus, net als beveiligingsbedrijven, een vergunning nodig van het ministerie van justitie.

### Bevoegdheden
De opsporingsbevoegdheden die de politie bij het oplossen van misdrijven heeft, zijn vastgelegd in het Nederlands Wetboek van Strafvordering. Daarbij wordt onderscheid gemaakt naar:
- algemene dwangmiddelen zoals aanhouding, inbeslagneming en doorzoeking (Boek1, Titel IV, Eenige bijzondere dwangmiddelen)
- bijzondere bevoegdheden tot opsporing (Boek 1 Titel IVA)
- bevoegdheden voor de opsporing voor het onderzoek naar het beramen of plegen van ernstige misdrijven in georganiseerd verband (Boek 1, Titel V).

Aanvullende regels staan in het Besluit technische hulpmiddelen strafvordering.